# Conotyla deseretae
Conotyla deseretae är en mångfotingart som beskrevs av Chamberlin 1910. Conotyla deseretae ingår i släktet Conotyla och familjen Conotylidae. Inga underarter finns listade i Catalogue of Life.